# Nostera nadgee
Nostera nadgee là một loài nhện trong họ Zodariidae.
Loài này thuộc chi Nostera. Nostera nadgee được Rudy Jocqué miêu tả năm 1995.